# Gortyna plumbea
Gortyna plumbea là một loài bướm đêm trong họ Noctuidae.